# Chrysapace sauteri
Chrysapace sauteri (лат.) — вид муравьёв рода Chrysapace из подсемейства Dorylinae.

## Распространение
Вьетнам, Тайвань.

## Описание
Мелкие муравьи (длина тела от 6,5 до 7 мм) чёрного цвета (ноги и усики светлее), мономорфные, с глубоко бороздчатой скульптурой всего головы, груди и стебелька и открытыми усиковыми впадинами. Голова с поперечными бороздками, брюшко матовое, пунктированное. У самцов гладкие и блестящие брюшко и мезоскутум.
Длина головы рабочих (HL) 1,2 — 1,3 мм; ширина головы (HW) 1,14 — 1,17 мм (у самок 1,2 — 1,25 мм); длина скапуса усика (SL) 0,80 — 0,85 мм; головной индекс (CI) 91 — 95 (у самок 96 — 100); индекс скапуса (SI) 70 — 73 (у самок 67 — 68).
Стебелёк двухчлениковый, но явные перетяжки между следующими абдоминальными сегментами отсутствуют. Проното-мезоплевральный шов развит.
Усики рабочих и самок 12-члениковые (у самцов 13). Оцеллии у рабочих развиты, сложные глаза крупные, выпуклые (более 20 фасеток). Нижнечелюстные щупики рабочих 5-члениковые, нижнегубные щупики состоят из 3 сегментов. Средние и задние голени с двумя гребенчатыми шпорами. Претарзальные коготки с зубцом. Биология неизвестна.

## Систематика
Вид Chrysapace sauteri был впервые описан в 1913 году под названием Cerapachys sauteri Forel, 1913 по материалам из Тайваня. Самка была описана в 1993 году из Вьетнама.
В 2016 включён в состав рода Chrysapace, восстановленного в самостоятельном родовом статусе в ходе ревизии всех кочевых муравьёв, проведённой американским мирмекологом Мареком Боровицем (Marek L. Borowiec, Department of Entomology and Nematology, Калифорнийский университет в Дейвисе, Дейвис, штат Калифорния, США). Первоначально входил в состав подсемейства Cerapachyinae. В 2014 году было предложено (Brady et al.) включить его и все дориломорфные роды и подсемейства в состав расширенного подсемейства Dorylinae.